# 羅石青
羅石青（英語：Danny Law Shek Ching，1941年10月18日—1992年7月26日），香港已故影視藝人，生前女友為藝人斑斑、曾為麗的電視及亞洲電視旗下藝人。

## 生平

### 入行及發展後經過
羅石青於1941年生於廣東潮州，至1946年移居香港後、其後由中學時曾就讀於調景嶺鳴遠中學、香港浸會書院（香港浸會大學前身）

### 麗的電視發展時期
1968年，畢業於第三期麗的映聲藝員訓練班，此後為他曾擔任助理編導、編導及監製並多次擔任麗的電視劇集的要角，逐漸成為力捧小生之一，曾為的其他并有電影演出。至1979年底約滿離開麗的電視，曾轉投至電影界發展。

### 亞洲電視發展時期
1984年經邱德根商量，以部頭合約形式後才開始重返電視圈，即加入已經轉手易名的亞洲電視，並成為轉型飾演的中生角色，之後在麗的電視便易名亞洲電視後，同年就首部復出拍攝為亞洲電視的古裝電視劇集《醉拳王無忌系列之日帝月后》之續集、至1988年息影後。偶爾亦會客串演出曾任職節目主持電視劇或電影圈等等。

### 逝世
但是1990年，因他罹患癌症被迫退出娛樂圈，至1992年7月26日，不堪就忍受癌症折磨，在新世界中心停車場跳樓自殺身亡，終年50歲。

### 曾任職的機構及職位
- 1968年-1970年：麗的映聲藝員訓練班（第三期）畢業
- 1970年-1988年：開始影視發展界工作

## 作品列表

### 劇集演出電視劇（麗的電視/亞洲電視）
- 1974年：
  - 《夕陽紅》
- 1975年：
  - 《母親》飾 李家寶
  - 《子夜》
- 1976年：
  - 《十大刺客之魚腸劍》飾 專諸
  - 《靜默的革命》飾 何裕堂
  - 《十大奇案之公寓凶殺案》
  - 《欲海花》飾 劉邦
  - 《三國春秋》
  - 《十大刺客之大刀王五》飾 王五
- 1977年：
  - 《浪淘沙》飾 沈占美
  - 《電視人》飾 丁華
- 1978年：
  - 《奇兵三十六》
  - 《浣花洗劍錄》飾 呂雲
- 1979年：
  - 《沈勝衣·銀劍恨》飾 潘玉
  - 《新變色龍》飾 曾世昌
- 1984年：
  - 《醉拳王無忌之日帝月后》飾 西魔
- 1985年：
  - 《萍蹤俠影錄》 飾 王振
  - 《天涯明月刀》飾 公子羽
  - 《阮玲玉》飾 張志誠
  - 《諸葛亮》飾 孟獲
- 1986年：
  - 《越女劍》
  - 《西施》飾 越王勾踐
  - 《清末四大奇案·刺馬案》飾 張汶祥
  - 《斷腸人在天涯》
- 1987年：
  - 《母親》
  - 《滿清十三皇朝之努爾哈赤》飾 舒爾哈齊
  - 《獅王之王》
  - 《成吉思汗》 飾 脫里勤（王罕）

### 電視電影（亞洲電視）
- 1988年：
  - 《最後賭注》

### 電影
- 1970年：
  - 蕩女痴男
- 1974年：
  - 香港屋簷下
  - 天天報喜
- 1975年：
  - 我在戀愛
  - 緣帽唔怕戴
  - 七彩滿天神佛
  - 社女
- 1976年：
  - 未了緣
  - 春滿芭提雅
  - 風流小子
  - 池女
- 1978年：
  - O女
  - 馬場風暴
- 1980年：
  - 爛命一條
- 1981年：
  - 叻女正傳
  - 無毒不丈夫
  - 領野
- 1982年：
  - 血洗唐人街
  - 賊性
  - 冷血紅番
- 1985年：
  - 偷情四響砲

### 配音作品
- 1969年~197O年代
  - 《星空奇遇記》：蘇龍(George Takei飾)，第二代配音，接替離職的盧國雄

## 軼事
- 羅石青與前無綫電視女藝人曾是生前女友藝人斑斑曾為亞洲電視合作的之一。
- 羅石青是少數出身於麗的電視及後亞洲電視現時至今任期內的藝人但並非沒有未曾轉投無綫電視的藝員之一。
- 麗的電視便易手亞洲電視後；同時羅石青仍繼續留於亞洲電視，是亞洲電視藝員之中少數從未效力過無綫電視的人。

## 外部連結
- 【情路坎坷】斑斑為醫男友罕見腫瘤傾家蕩產 66歲單親媽盼囝囝出身放低擔子 （页面存档备份，存于）